# Аллен, Рори
Рори Аллен (англ. Rory Allen; род. 17 октября 1977, Бекенхэм, Большой Лондон) — английский футболист, нападающий. Выступал за футбольные клубы «Тоттенхэм Хотспур», «Лутон Таун» и «Портсмут».

## Клубная карьера
Аллен родился в Бекенхэме, графство Кент и начал футбольную карьеру в юношеской команде клуба «Тоттенхэм Хотспур». 4 сентября 1996 года в возрасте 18 лет против «Уимблдона» дебютировал в составе «шпор», выйдя на замену вместо Аллана Нильсена. В следующем туре против «Ньюкасл Юнайтед» отметился первым голом. 12 января 1997 года в поединке против «Манчестер Юнайтед» отметился вторым голом в составе «Тоттенхэм Хотспур». Всего в составе клуба провёл 24 матча и забил 2 гола. Весной 1998 года на правах аренды перешёл в «Лутон Таун». За восемь матчей во Втором дивизионе Футбольной лиги забил шесть голов.
Летом 1999 года перешёл в «Портсмут», за рекордные для клуба 1 миллион фунтов. 7 августа в матче против «Шеффилд Юнайтед» Рори дебютировал за новый клуб. 14 августа против «Вулверхэмптон Уондерерс». В сентябре получил травму лодыжки, из-за чего провёл лишь 24 минуты против «Ипсвич Таун». Не играл до марта 2000 года, 7 мая 2000 года в матче против «Куинз Парк Рейнджерс» отметился третьим и последним голом за «Портсмут».
Пытался вернуть форму после травмы, но пропустил сезоны 2000/01 и 2001/02 из-за проблем с коленом. В августе 2002 года забил гол в предсезонном матч против испанского «Алавеса», но больше на поле не выходил. В ноябре 2002 года расторг контракт с клубом, за восемь месяцев до его окончания. За всю карьеру перенёс восемь операций на колени и лодыжки, поэтому принял решение завершить карьеру в 25 лет.

## Личная жизнь
Фанат крикета. После завершения карьеры игрока, отправился в турне Эшес под руководством Нассера Хуссейна в Австралии. Работал в министерстве иностранных дел Великобритании, женат, двое детей. Некоторые время жил в Португалии, несколько месяцев в Колумбии. Поддерживает дружеские отношения с бывшим партнёром по «Портсмуту» Гари О’Нилом.

## Достижения
«Тоттенхэм Хотспур»
- Обладатель Кубка Футбольной лиги: 1999